# Noigandresgruppen
Noigandresgruppen var ett brasilianskt konkretistiskt poesikollektiv grundat av de två bröderna Augusto och Haraldo de Campos tillsammans med kollegan Décio Pignatari. Kring gruppen, mest aktiv under femtio- och sextiotalen, växte en språklig rörelse fram som ibland kallas "Poesia concreta".
Ordet "Noigandres" saknar idag en etablerad betydelse och härstammar från den provensalska trubaduren Arnaut Daniel från elvahundratalet och användes senare av Ezra Pound i hans tjungonde Canto från 1920-talet.
Noigandresgruppen startade som tidskriften Noigandres som började ges ut 1952 i São Paulo. Tidskriften innehöll språkliga, typografisk och strukturella experiment och fokuserade mycket på språkets materialism. 1957 publicerade gruppen sitt manifest "Pilotplan för konkret poesi".
En skillnad i Noigandresgruppens poetik i jämförelse med den internationella mer reducerande konkretismen var att Noigandres ofta tog upp sociala och politiska frågor i sina texter som i exempelvis Décio Pignataris berömda dikt "beba coca-cola".
Noigandres kom att utgöra en stor inspiration på den framväxande brasilianska tropicalismo-rörelsen.